# Голосіївські метасеквої
Голосі́ївські метасекво́ї — ботанічна пам'ятка природи метасеквой китайських, що розташовані на території Парку культури та відпочинку імені Максима Рильського в Голосіївському районі міста Києва. Заповідані 23 грудня 2010 року з розпорядженням № 415/5227 Київської міської державної адміністрації. Фактичної площі немає.

## Опис
Землекористувачем є КП УЗН Голосіївського району. Фактичної площі немає. Це два найстаріших у Києві дерева метасеквої китайської віком близько 60 років. На висоті 1,3 метра це дерево має до 50 сантиметрів в охопленні, висота дерев до 20 метрів.

## Галерея

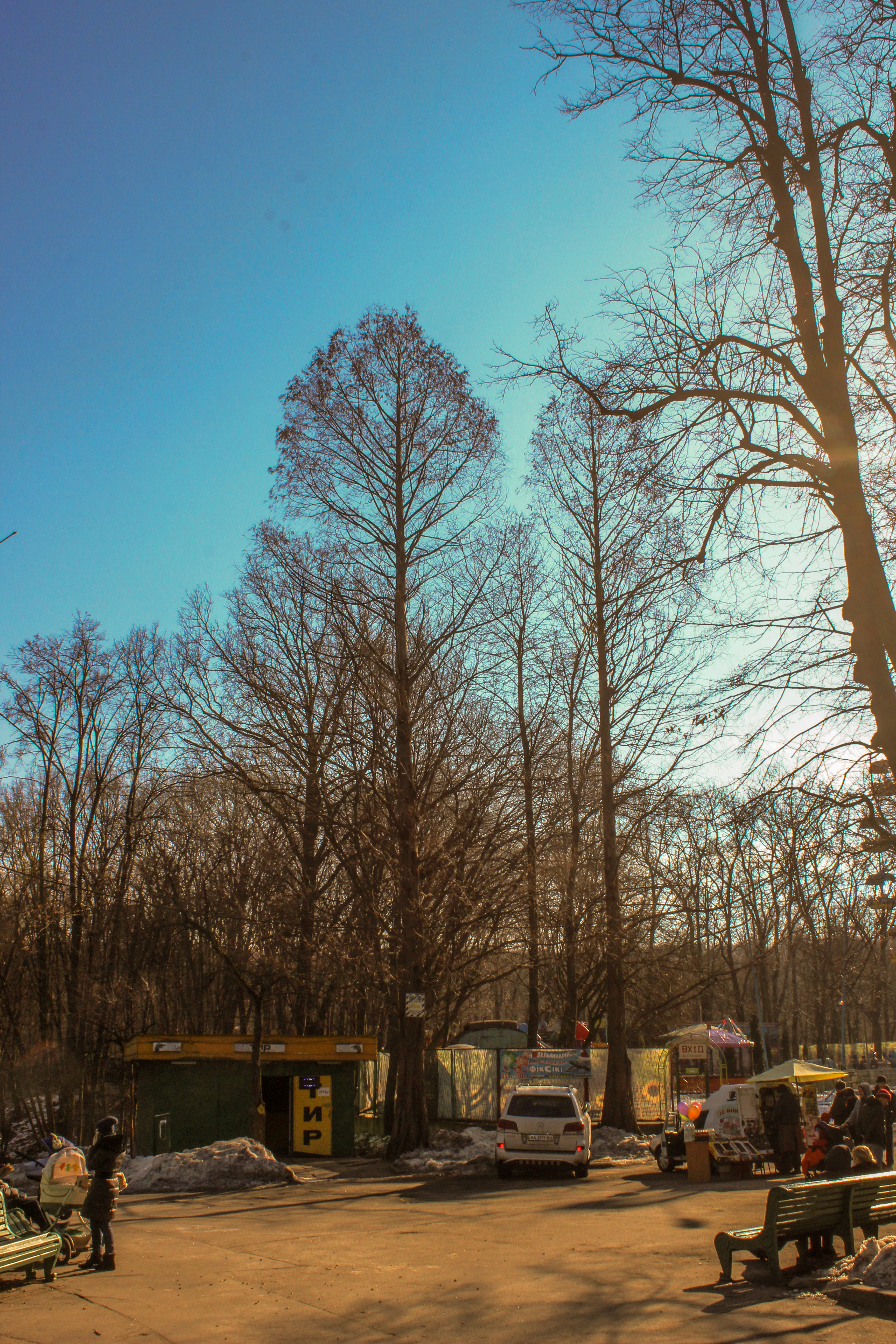
Голосіївські метасеквойї в лютому 2016 року
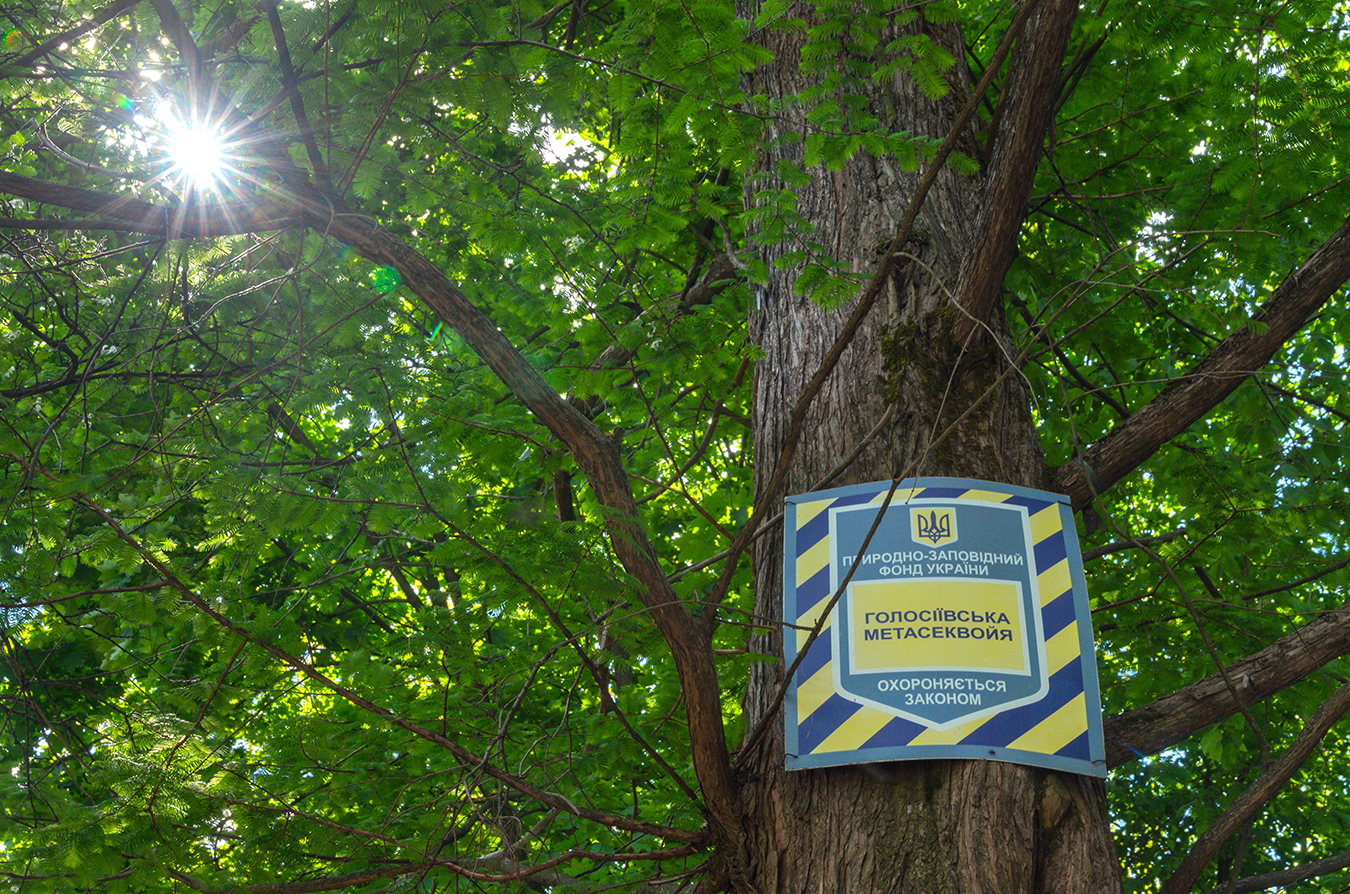
Охоронний знак
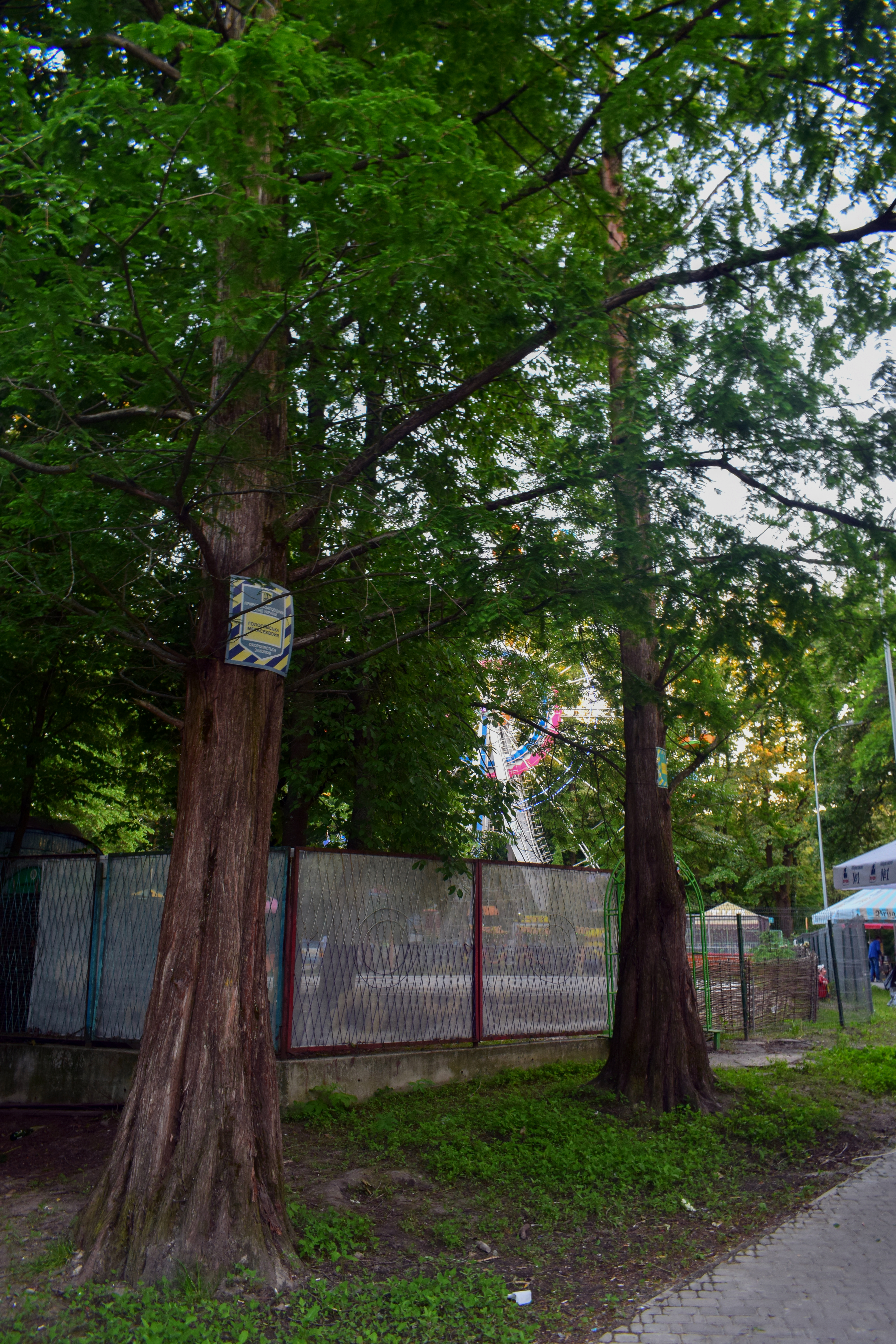
Голосіївські метасеквойї в травні 2018 року